# Soulac-sur-Mer
Soulac-sur-Mer [sulak syʁ mɛʁ] ist eine französische Gemeinde mit 3.011 Einwohnern (Stand 1. Januar 2022) im Département Gironde in der Region Nouvelle-Aquitaine. Sie liegt auf der Halbinsel westlich der Gironde-Mündung, im Médoc, an der Atlantik-Küste. Das Gemeindegebiet gehört zum Regionalen Naturpark Médoc.

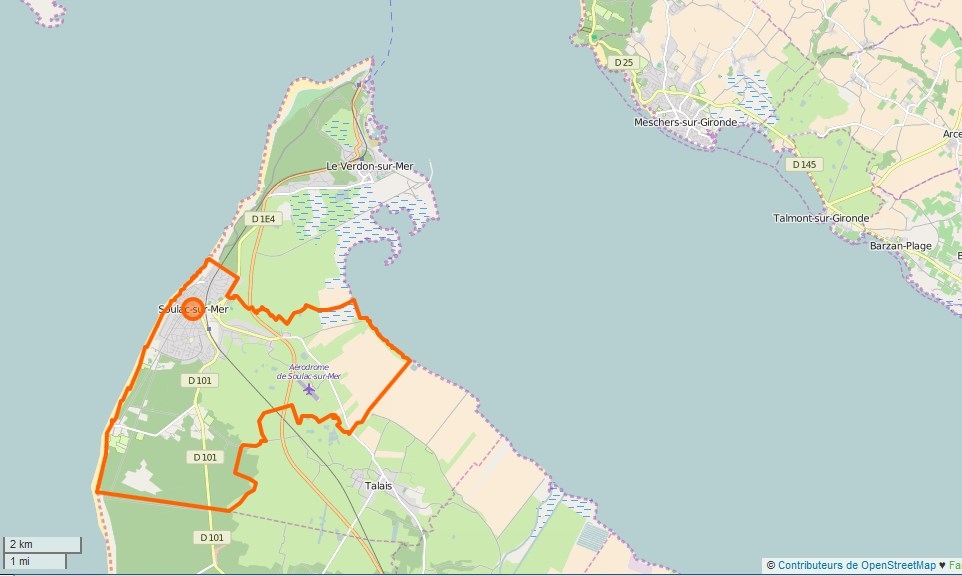
Gemeindegrenzen von Soulac-sur-Mer

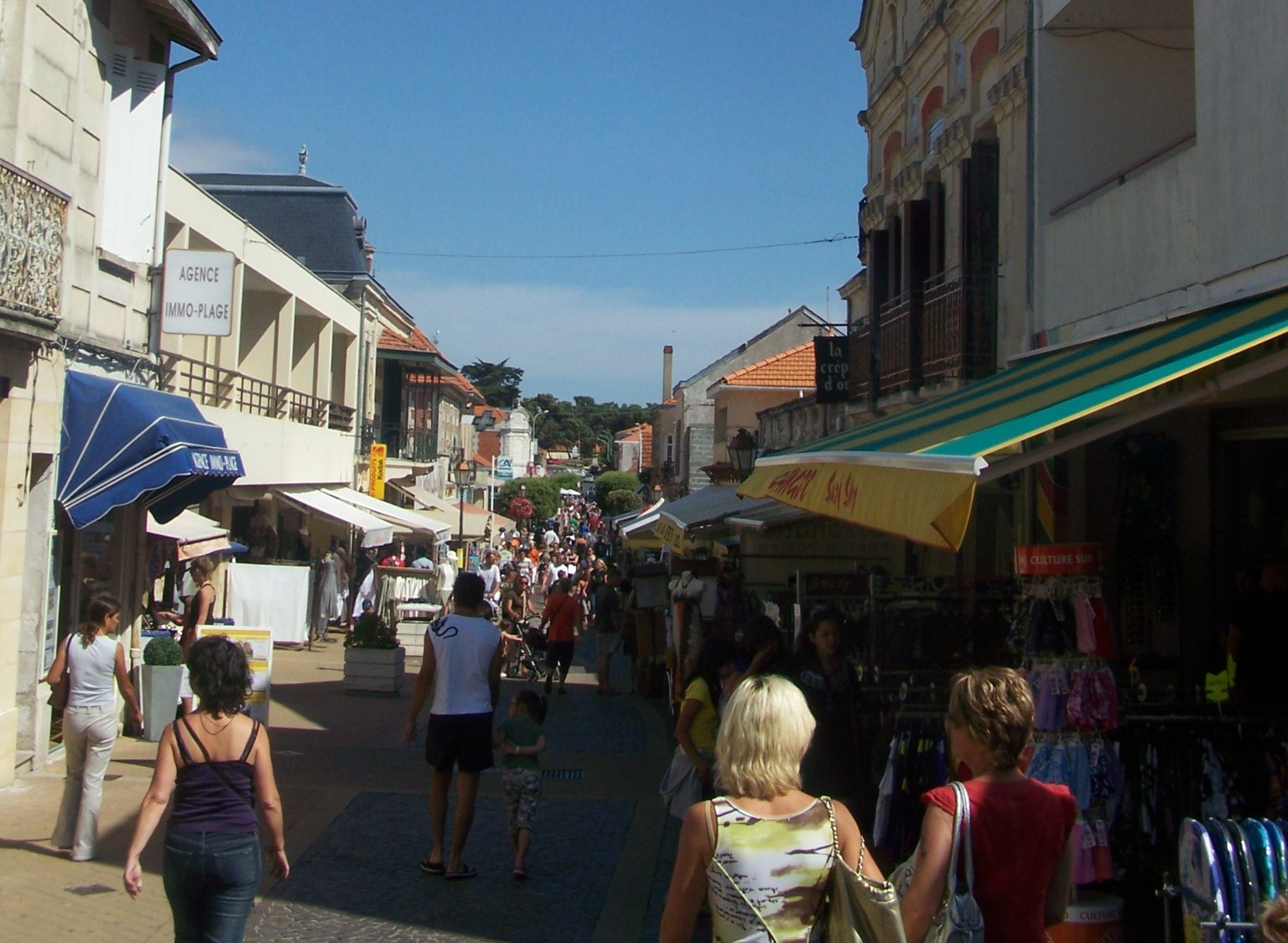
Haupteinkaufsstraße Rue de la Plage

## Geschichte
Es wird behauptet, Soulac-sur-Mer sei auf oder nahe bei den Ruinen der antiken Stadt Noviomagus, die bei Ptolemäus erwähnt wird, errichtet worden. Dafür gibt es jedoch keinerlei Belege. Die Stadt wird erstmals 1035 als Ort eines Klosters erwähnt. Ab 1103 unterstand es als Priorat der Benediktiner-Abtei Sainte-Croix in Bordeaux.
Zu dieser Zeit entwickelte sich der Hafen zu einem Startpunkt für die Pilgerreise nach Santiago de Compostela, dem Jakobsweg. Pilger aus ganz Europa gingen hier an Land, um den chemin littoral entlang der Atlantikküste, über Andernos-les-Bains, Bayonne, Hendaye, und über Irun weiter auf dem spanischen Camino de la Costa, zu Fuß zu bewältigen. Für ihr erstes Gebet an Land wurde die Kirche Notre-Dame-de-la-Fin-des-Terres erbaut. Seit 1998 ist sie als Teil des Weltkulturerbe der UNESCO „Jakobsweg in Frankreich“ ausgezeichnet.
Heute gilt der Küstenweg in Frankreich als Nebenweg zu den Hauptrouten des Jakobsweges.
Ihre Bedeutung gewann der Ort durch eine Legende, wonach die Heiligen Veronika, ihr Ehemann Zachäus und Saint-Martial im 1. nachchristlichen Jahrhundert nach Gallien gekommen seien, um es zu christianisieren. (Vgl. dazu auch die Geschichte Rocamadours). In Soulac seien sie an Land gegangen.
Seit dem 16. Jahrhundert überlagerte die Stationierung von Soldaten die Rolle der Mönche und Wallfahrer. 1622 wurde Soulac von den Hugenotten unter Jean de Favas eingenommen. Erst 1692 konnte der reguläre religiöse Betrieb im Kloster wieder aufgenommen werden. In den nächsten fünfzig Jahren sollte er jedoch völlig zum Erliegen kommen, da eine Sanddüne Kloster und Kirche unter sich begrub.
Auch der Ort Soulac musste zu dieser Zeit verlegt werden. Seit dem 19. Jahrhundert entwickelte es sich zu einem beliebten Badeort, der nördlichste der aquitanischen Küste. Aus dem 19. Jahrhundert sind viele Gebäude erhalten geblieben. Trotz der geringen festen Einwohnerzahl ist sie dank der Zentrumsfunktion für die umliegenden Touristenorte während der Saison eine belebte Stadt mit einer Vielzahl an Einkaufs- und Vergnügungsangeboten.

### Bevölkerungsentwicklung
| Jahr                       | 1962 | 1968 | 1975 | 1982 | 1990 | 1999 | 2007 | 2012 | 2017 | 2022 |
| Einwohner                  | 2113 | 2198 | 2387 | 2536 | 2790 | 2720 | 2679 | 2531 | 2811 | 3011 |
| Quellen: Cassini und INSEE |      |      |      |      |      |      |      |      |      |      |

## Sehenswürdigkeiten

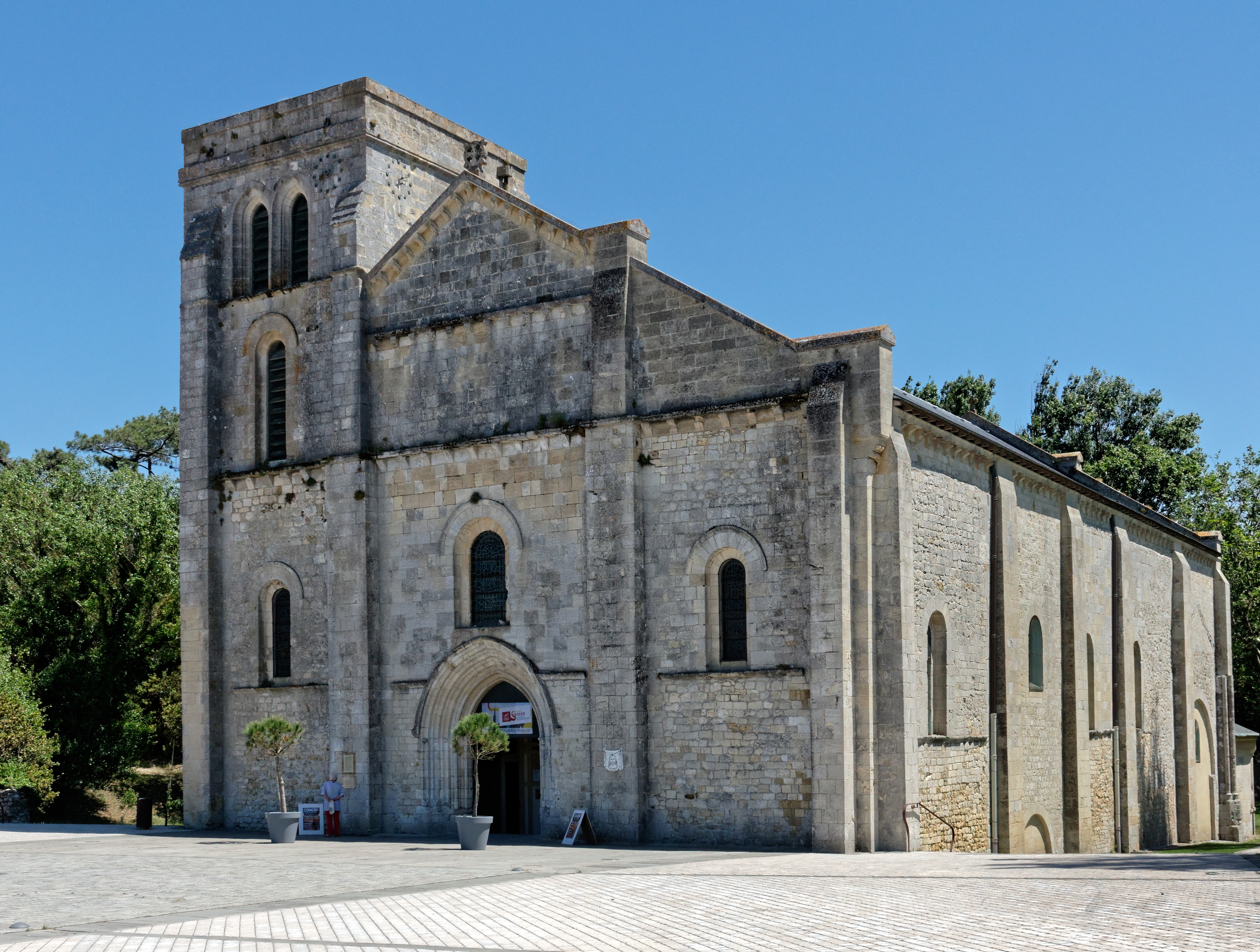
Kirche Notre-Dame-de-la-fin-des-Terres

### Notre-Dame-de-la-fin-des-Terres
Die Wallfahrerkirche Notre-Dame-de-la-fin-des-Terres ist eine frühere Klosterkirche der Benediktiner aus dem 12. Jahrhundert.

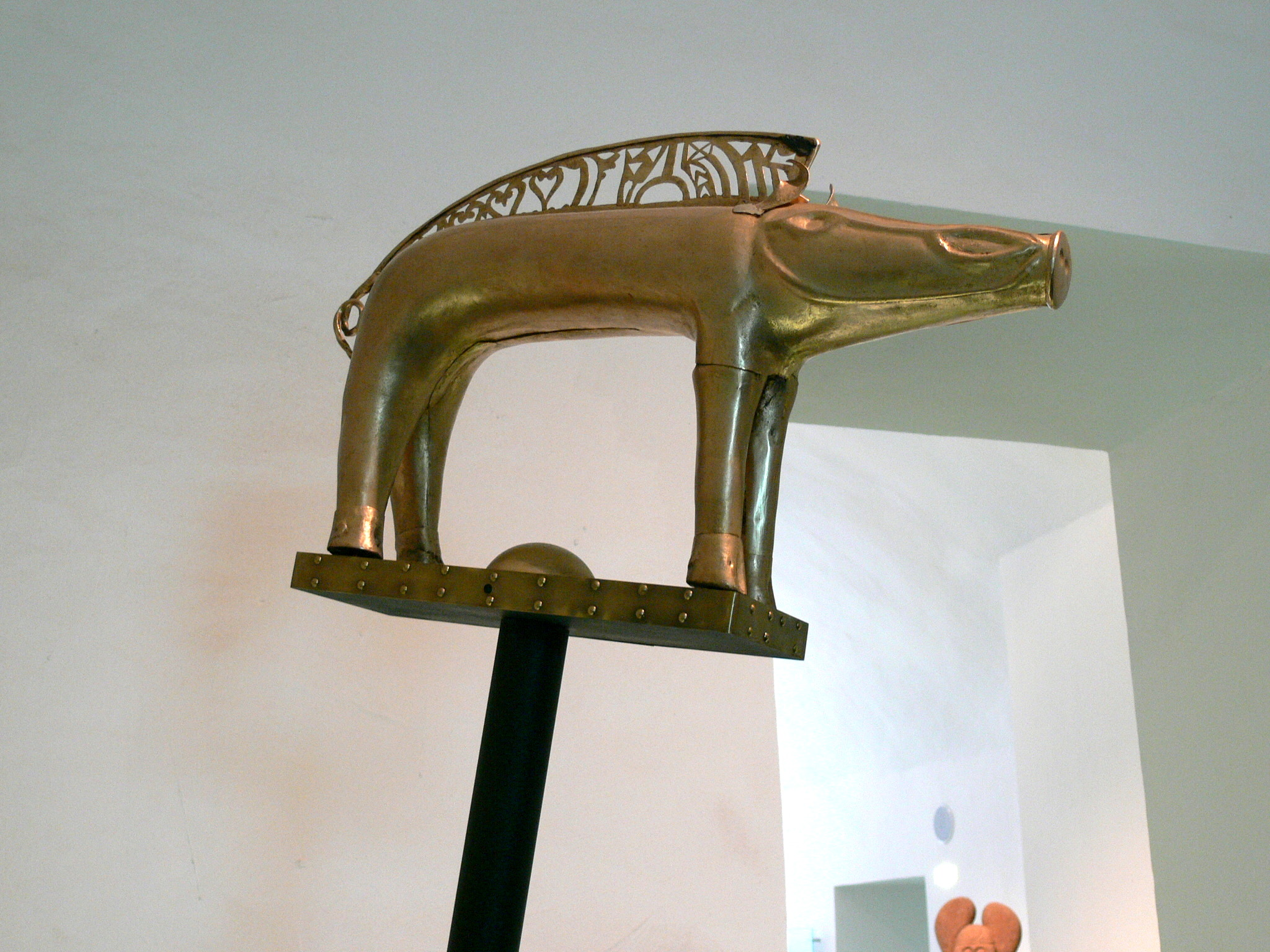
Nachbildung des Feldzeichens, Keltenmuseum Hallein

### Feldzeichenfund
1989 wurden auf einem Strand bei Soulac-sur-Mer die Überreste eines gallischen Feldzeichens, einer Wildschwein-Figur aus Messing, entdeckt. Auf dem durchbrochenen Rückenkamm finden sich Motive vergleichbar dem Muster von Dejbjerg. Es wird vermutet, dass das mehr als einen halben Meter lange Feldzeichen so, wie es gefunden wurde, in einer kultischen Handlung, vermutlich in spätkeltischer Zeit, geopfert wurde. Die Überreste werden im Originalzustand im Museum der Kunst und Archäologie der Gemeinde aufbewahrt, eine Wiederaufbaukopie wurde durch das Römisch-Germanische Zentralmuseum in Mainz angefertigt. Am 4. Juni 2007 wurde von der französischen Post eine Briefmarke im Wert von 1,30 € herausgegeben, die die Statue darstellt.

## Gemeindepartnerschaften
- Saarburg, Deutschland, seit 1972
- Ospedaletti, Italien, seit 1972

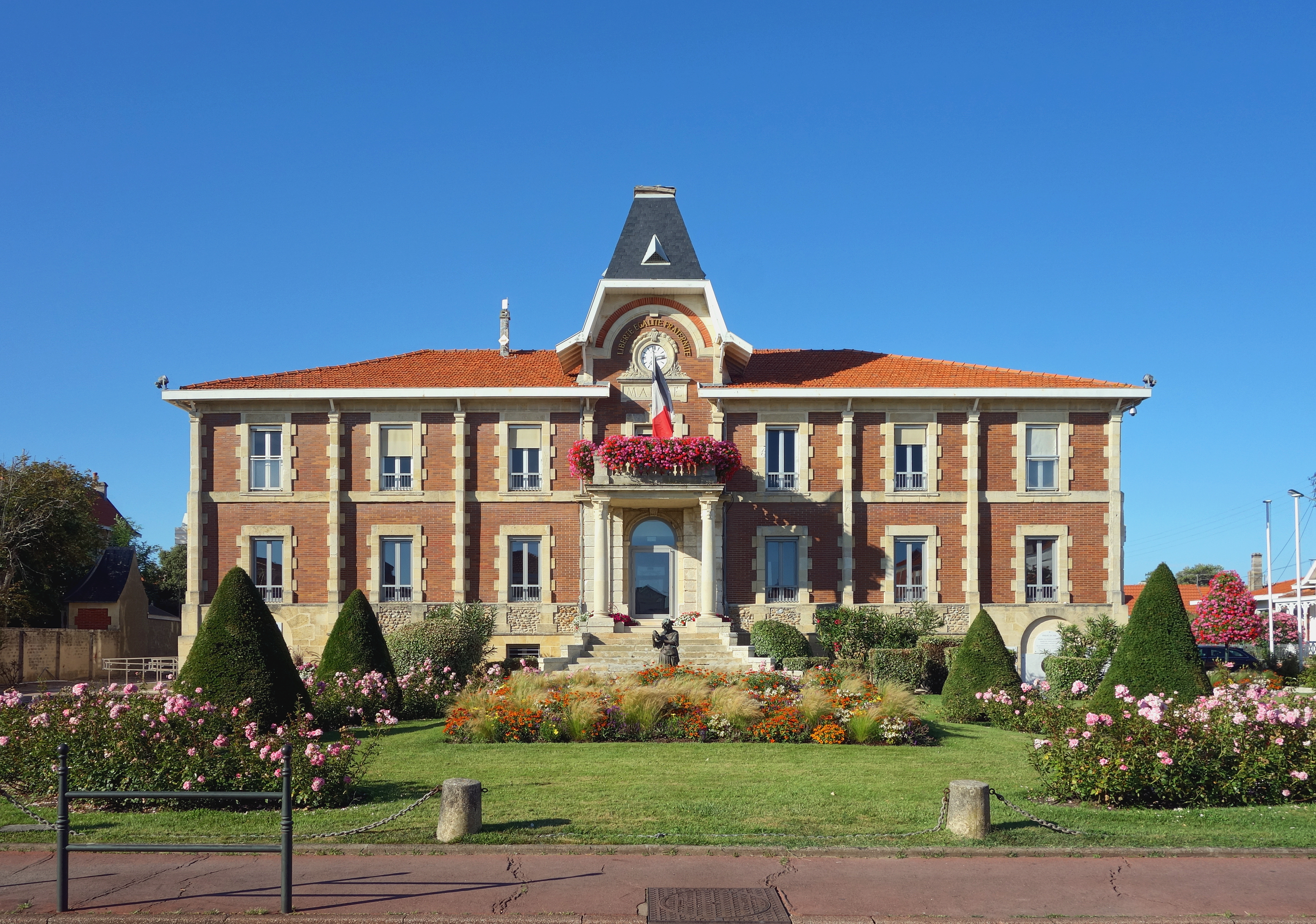
Mairie (Rathaus)

- El Burgo de Osma-Ciudad de Osma, Spanien, seit 1988
- Castlerea, Irland, seit 1990

## Küstenerosion
Soulac-sur-Mer ist von der durch den Klimawandel beschleunigten Küstenerosion betroffen. Am 29. Januar 2014 musste das Appartementhaus Le Signal nach einem Wintersturm evakuiert werden, da es durch die Veränderung der Küstenlinie vom Einsturz bedroht wurde. Der 1967 errichtete Wohnblock wurde ab Februar 2023 abgerissen.

## Persönlichkeiten
- Georges Mandel (1885–1944), französischer Journalist und Politiker
- Marie Laforêt (1939–2019), französische Chanson-Sängerin und Schauspielerin
- Alina Reyes, (geboren 1956), Schriftstellerin